# Lucía Artazcoz Lazcano
Lucía Artazcoz Lazcano (San Sebastián, 29 de mayo de 1963) es especialista en medicina preventiva y salud pública y prevención de riesgos laborales, doctora en Salud e investigadora y divulgadora de las desigualdades sociales y el sesgo de género vigente en la medicina.

## Biografía
Lucía Artazcoz Lazcano nació en San Sebastián en 1963. Estudió Medicina en la Universidad de Navarra y se licenció en el máster por el Instituto de Salud Pública de Cataluña en 1991. Se doctoró en Medicina en la Universidad Pompeu Fabra en 2004.

### Trayectoria profesional
Ha colaborado con las universidades Johns Hopkins y Pompeu Fabra en programas de enseñanza de salud pública, ha publicado numerosos artículos y ha impartido conferencias de divulgación. Es la directora del Observatorio de la Salud Pública de la Agencia de Salud Pública de Barcelona.

### Investigación
Su principal línea de investigación son las desigualdades en la salud relacionadas con el trabajo desde una perspectiva de género. Una de las principales consecuencias es que la división sexual del trabajo afecta a las mujeres; aunque las mujeres viven más, tienden a tener peor salud que los hombres debido a su entorno socioeconómico vulnerable. Critica que los estándares clínicos de la medicina se han creado a partir de los hombres.